# Gardner, Kansas
Gardner là một thành phố thuộc quận Johnson, tiểu bang Kansas, Hoa Kỳ. Năm 2010, dân số của xã này là 19123 người.

## Dân số
Dân số các năm:
- Năm 2000: 9396 người
- Năm 2010: 19123 người